# Рамешбабу Вайшали
Рамешбабу Вайшали (там. வைசாலி இரமேசுபாபு; род. 21 июня 2001, Ченнаи, Тамилнад, Индия) — индийская шахматистка, гроссмейстер среди женщин (2018), международный мастер (2021), гроссмейстер (2024).

## Биография
Победительница первенств мира по шахматам среди девушек в разных возрастных группах: до 12 лет (2012 г.), до 14 лет (2015 г.). В 2018 году в Риге на турнире «А» шахматного фестиваля РТУ Опен выполнила норму гроссмейстера.
В июле 2021 года Вайшали приняла участие в Кубке мира по шахматам среди женщин в Сочи, где в 1-м туре победила канадскую шахматистку Циюй Чжоу со счётом 2:0, а во 2-м туре проиграла грузинской шахматистке Беле Хотенашвили со счётом 0:2.
В ноябре 2021 года в Риге Вайшали заняла 29-е место на турнире «Большая женская швейцарка ФИДЕ».
Вайшали победила в Большой швейцарке среди женщин 2023 года, проходившей в Дугласе (Остров Мэн), и тем самым прошла в турнир претенденток 2024 г.
За успехи в турнирах ФИДЕ присвоила Вайшали звание международного мастера среди женщин (WIM) в 2016 году и международного гроссмейстера среди женщин (WGM) в 2018 году. В 2021 году она также получила звание международного мастера среди мужчин (IM).
Её младший брат — гроссмейстер по шахматам Рамешбабу Прагнанандха (род. 2005).

## Изменения рейтинга
| Графики недоступны из-за технических проблем. См. информацию на Фабрикаторе и на mediawiki.org. |